# Luís António de Abreu e Lima
Luís António de Abreu e Lima (Palácio dos Abreu Távora, Viana do Castelo, 18 de Outubro de 1787 —  Lisboa, 18 de Fevereiro de 1871), 1.º visconde e depois 1.º conde da Carreira, foi um político liberal e diplomata que se notabilizou pela sua ação junto dos governos europeus durante a Guerra Civil Portuguesa e na primeira fase do regime da Monarquia Constitucional Portuguesa.

## Biografia
Luís António de Abreu e Lima nasceu em Viana do Castelo, na Casa da Carreira ou Palácio dos Abreu Távora ou dos Viscondes da Carreira, filho de João Gomes de Abreu e Lima, Fidalgo da Casa Real, e de sua mulher D. Maria Josefa Queirós Gaioso Montenegro, fidalga galega. Era neto paterno de Diogo Gomes de Abreu e Lima ou Diogo Gomes de Távora e Abreu e de D. Ana Maria Pereira de Sottomayor (Barbeita); neto materno de Francisco António Mendes de Queirós e de D. Maria Gabriela Gaioso Aldon.
Assentou praça em 9 de Fevereiro de 1793 no 2.º Regimento de Infantaria do Porto, participando nas campanhas do Rossilhão e da Catalunha. Foi promovido a capitão em 1806 e nomeado ajudante-de-campo de António Saldanha da Gama (2.º Conde de Porto Santo), governador e capitão-general de Angola. Participou como militar nos eventos que se seguiram à Revolução Liberal do Porto sendo nomeado pelo governo vintista secretário da embaixada de Portugal em Paris e posteriormente ministro em Berlim e na Holanda. De 1814 a 1815 foi adido na Legação Portuguesa no Congresso de Viena e de 1817 a 1824 secretário da Legação Portuguesa em São Petersburgo, Rússia. Foi feito cavaleiro da Ordem de São Vladimir da Rússia. Em 1828, com a aclamação de D. Miguel foi demitido do cargo, permanecendo em França como exilado político.
Foi convidado pelo Marquês de Palmela para representar o partido liberal e as pretensões de D. Pedro, duque de Bragança e da sua filha, a futura rainha D. Maria II de Portugal, junto de diversos governos europeus, o que fez com grande sucesso. A sua acção diplomática foi instrumental no reconhecimento dos liberais, nomeadamente junto do governo dos Países Baixos, com grandes vantagens para a causa constitucional.

O rei D. Pedro IV de Portugal nomeou-o substituto interino do Marquês de Palmela no Conselho de Regência instalado em Londres e em 1830 foi nomeado pela Regência da Terceira como ministro plenipotenciário da rainha D. Maria II em Londres, cargo que exerceu em condições particularmente difíceis e com grande sucesso diplomático até Fevereiro de 1834. Em Maio desse ano foi nomeado ministro de Portugal em Paris, cargo que exerceu até 1840.

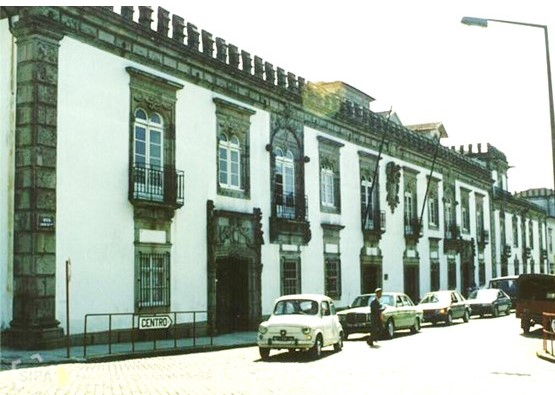
Casa da Carreira (Palácio Abreu Távora ou dos Viscondes da Carreira, da família Távora de Abreu e Lima), onde nasceu o Conde da Carreira.

Na pendência da sua estadia em Paris, enquanto enviado extraordinário e ministro de Portugal, foi descoberta em 1839 uma cópia intacta e em formidável estado de conservação da «crónica dos feitos da Guiné» de Gomes Eanes Zurara, obra que se encontrava perdida dos arquivos portugueses desde 1567, acantonadas na Real Biblioteca de Paris (hodiernamente Bibliothèque nationale de France), mercê dos esforços de Ferdinand Denis. Luís António de Abreu e Lima diligenciou pela primeira publicação da crónica de Zurara, já em 1841, prefaciada e anotada por Manuel Francisco de Macedo Leitão e Carvalhosa (Visconde de Santarém).
Manteve-se ao serviço da Casa Real nos anos seguintes, tendo sido aio e camareiro-mor de D. Pedro V, assim como de D. Luis I, oficial-mor da Casa Real e conselheiro de Estado efectivo.
Reformado como militar no posto de marechal-de-campo, a sua última missão de relevo foi o ajuste do casamento do rei D. Luís I com a futura Rainha D. Maria Pia de Sabóia, no ano de 1862.

## Honras[2]
O Conde da Carreira recebeu inúmeras condecorações portuguesas e estrangeiras ao longo dos anos em que serviu como diplomata:
Portuguesas

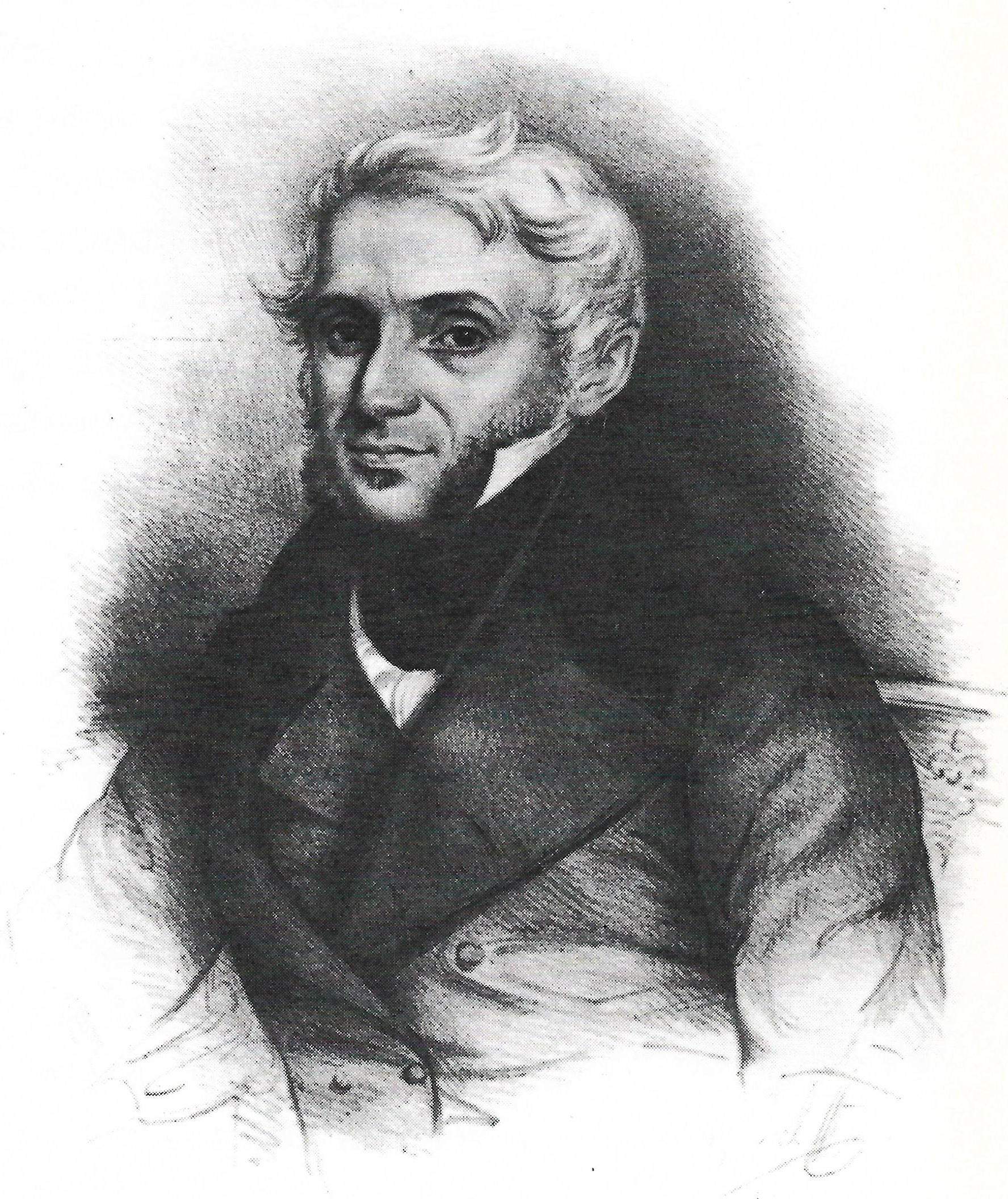
Luís António de Abreu e Lima, Conde da Carreira

- Grã-Cruz da Ordem de São Bento de Avis
- Grã-Cruz da Ordem Militar da Torre e Espada, do Valor, Lealdade e Mérito
- Comendador da Real Ordem de Nossa Senhora da Conceição de Vila Viçosa

Estrangeiras
- Grã-Cruz da Ordre de Léopold, da Bélgica
- Ordem do Leão Neerlandês, dos Países Baixos
- Ordem da Águia Vermelha, Roten Adlerorden, da Prússia
- Cavaleiro da Legião de Honra, Légion d´Honneur, de França
- Ordem de Ernesto Pio, Sachsen-Ernestinischer Hausorden, de Saxe-Coburgo
- Ordem de São Januário, Reale Ordine di San Gennaro, de Nápoles
- Ordem dos Santos Maurício e Lázaro, da Sardenha
- Ordem de Alberto, o Valoroso, da Saxónia
- Ordem de Carlos III, de Espanha
- Ordem da Anunciação, de Itália
- Ordem de S. Vladimiro, da Rússia